# Ministère des Finances (Chine)
Le ministère des Finances de la république populaire de Chine (chinois simplifié : 中华人民共和国财政部) est chargé des finances. L'actuel ministre des Finances est Lan Foan (en), nommé le 24 octobre 2023 à la suite du limogeage de Liu Kun (en).

## Ministres
- Bo Yibo (octobre 1949 – septembre 1953)
- Deng Xiaoping (septembre 1953 – juin 1954)
- Li Xiannian (juin 1954 – juin 1970)
- Yin Chengzhen (juin 1970 – janvier 1975)
- Zhang Jingfu (en) (janvier 1975 – août 1979)
- Wu Bo (en) (août 1979 – août 1980)
- Wang Bingqian (en) (août 1980 – septembre 1992)
- Liu Zhongli (en) (septembre 1992 – mars 1998)
- Xiang Huaicheng (en) (mars 1998 – 17 mars 2003)
- Jin Renqing (en) (17 mars 2003 – 30 août 2007[2])
- Xie Xuren (en) (30 août 2007[2] – 16 mars 2013)
- Lou Jiwei (en) (16 mars 2013[3] – 7 novembre 2016[4])
- Xiao Jie (en) (7 novembre 2016[4] – 19 mars 2018)
- Liu Kun (en) (19 mars 2018[5]– 24 octobre 2023[1])
- Lan Foan (en) (depuis le 24 octobre 2023[1])